# Museo Amigos de Sion
El Museo Amigos de Sion (en hebreo: מוזיאון ידידי ישראל‎) es un museo ubicado en el histórico barrio de Najalat Shivá en el centro de Jerusalén, Israel. El museo honra a los sionistas cristianos y su contribución al Estado de Israel, antes y después de su fundación. El nombre del museo en hebreo utiliza el nombre del país, Israel, sin embargo en otros idiomas se usa la palabra Sion debido a la ideología de aquellos cuya historia y memoria son objeto de este museo.

## Descripción

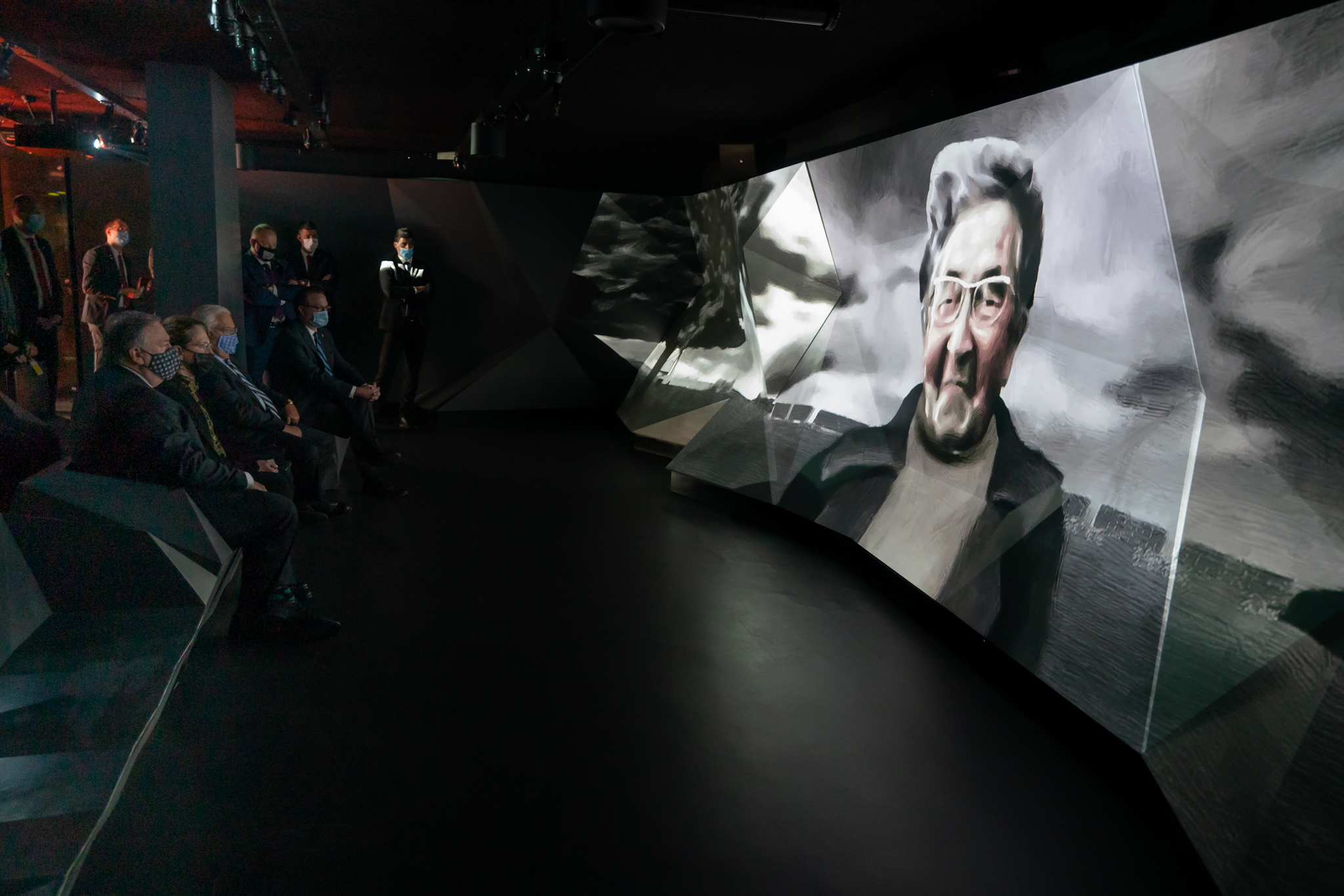
Una presentación 3D en el «Teatro de la Promesa»

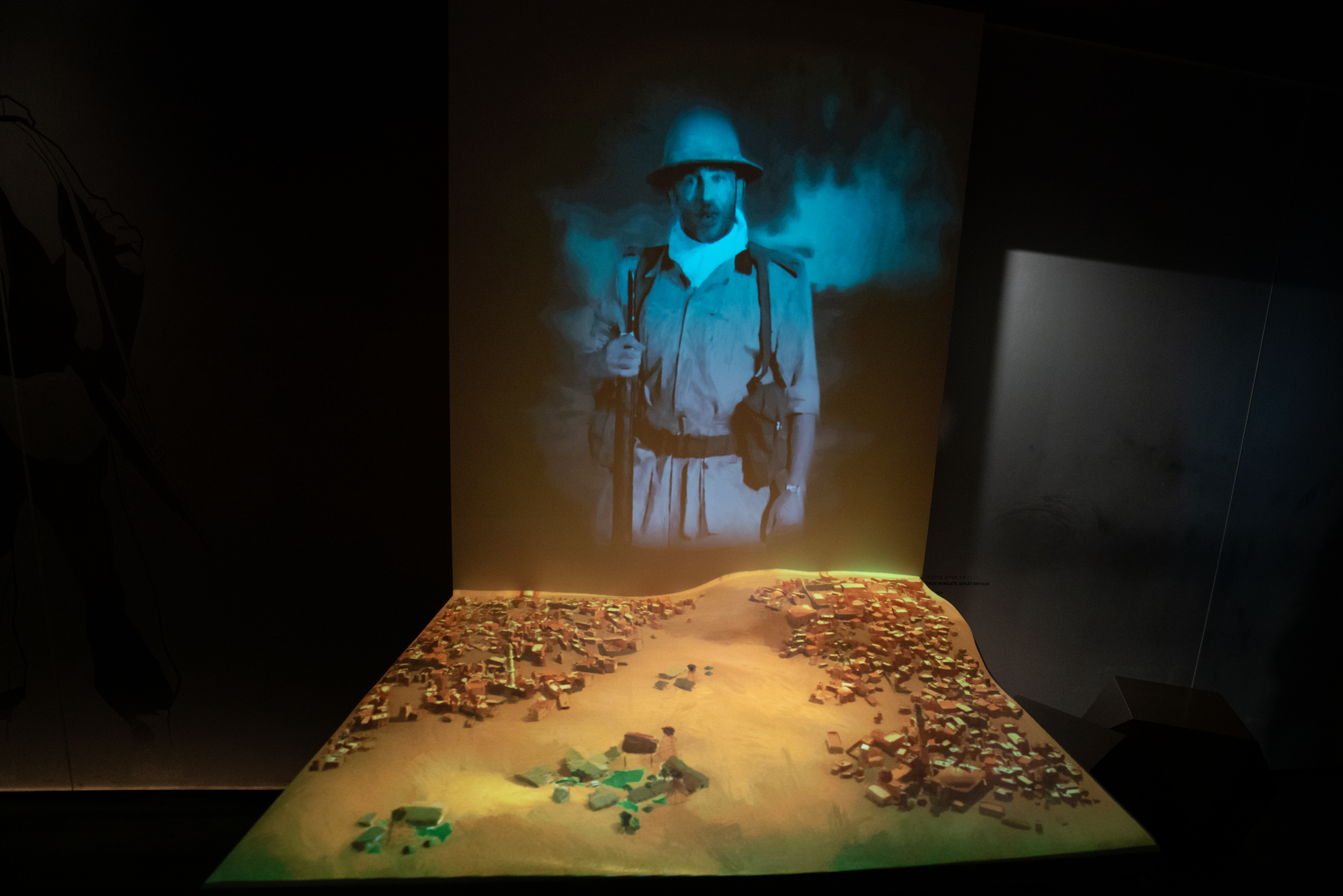

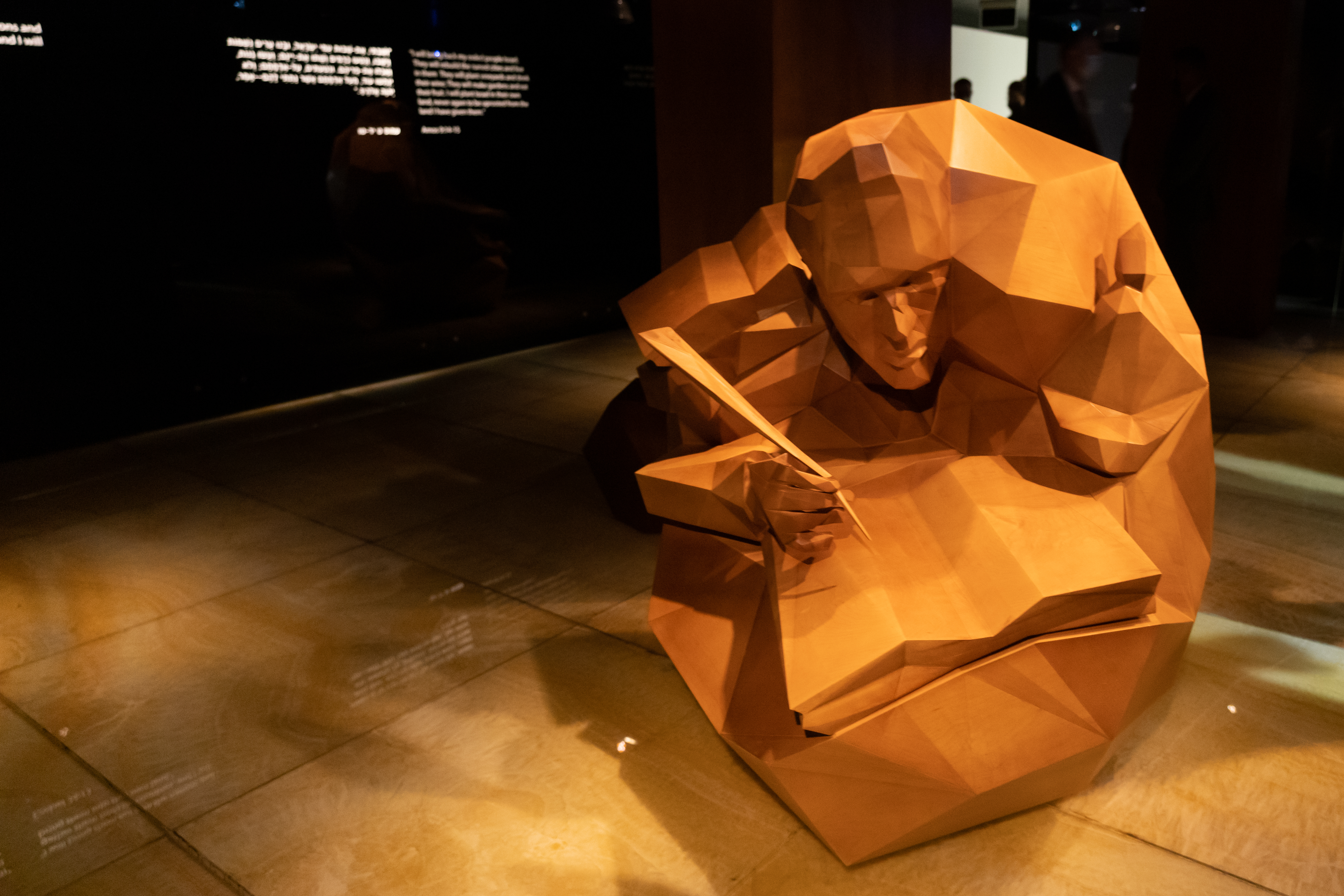

El museo, inaugurado en abril de 2015, narra la historia de la ayuda de la comunidad internacional no judía –principalmente cristianos evangélicos– al pueblo judío, su apoyo al sionismo y su asistencia e implicación en el establecimiento del Estado de Israel. Cada una de las cuatro plantas del museo exhibe diferentes períodos en la historia judía reciente, a saber, el siglo xix, el Mandato Británico de Palestina, el Holocausto y la fundación de Israel.
El museo, considerado de los primeros «museos inteligentes» del país, cuenta con siete exposiciones permanentes, que integran tecnología 3D, pantallas táctiles, una partitura musical original y sonido envolvente. Su público destino, de carácter internacional, tiene a su disposición presentaciones y asistencia guiada en 16 idiomas.
Todas las piezas del museo son de aportación local – obra de más de 150 artistas israelíes. Su principal impulsor, Mike Evans, es un evangelista estadounidense, autor de unos 70 libros, muchos de ellos sobre el sionismo y el Estado de Israel, y su financiación procede de donantes de todo el mundo. El primer presidente del museo fue el 9.º presidente de Israel, Shimon Peres.
En 2016, el museo lanzó junto con el Papa Francisco una declaración conjunta condenando la violencia.

### Exhibiciones
El espacio principal, titulado «Aquí estoy», está integrado por siete exhibiciones que recorren diferentes períodos de la historia, desde acontecimientos bíblicos hasta el establecimiento del Estado judío. Cada exhibición presenta diferentes personajes que han apoyado a los judíos, al sionismo o al Estado de Israel. Las siete exhibiciones son:
- Tierra de la promesa
- Sala de los fundadores
- Sala de los soñadores
- Sala de los visionarios
- Luces en la oscuridad
- Sala de los valientes
- Teatro de la promesa

El museo ofrece algunas exhibiciones sobre personajes particulares, definidos como Amigos de Sion, entre ellos destacan el expresidente de Estados Unidos Harry Truman, el expremier de Reino Unido Winston Churchill, Orde Wingate y algunos de los Justos entre las Naciones con relevancia particular para el museo, como Oskar Schindler, Raoul Wallenberg y la familia ten Boom, siendo algunas de las personas salvadas por ellos durante el Holocausto instrumentales en los primeros años de andadura del Estado hebreo.

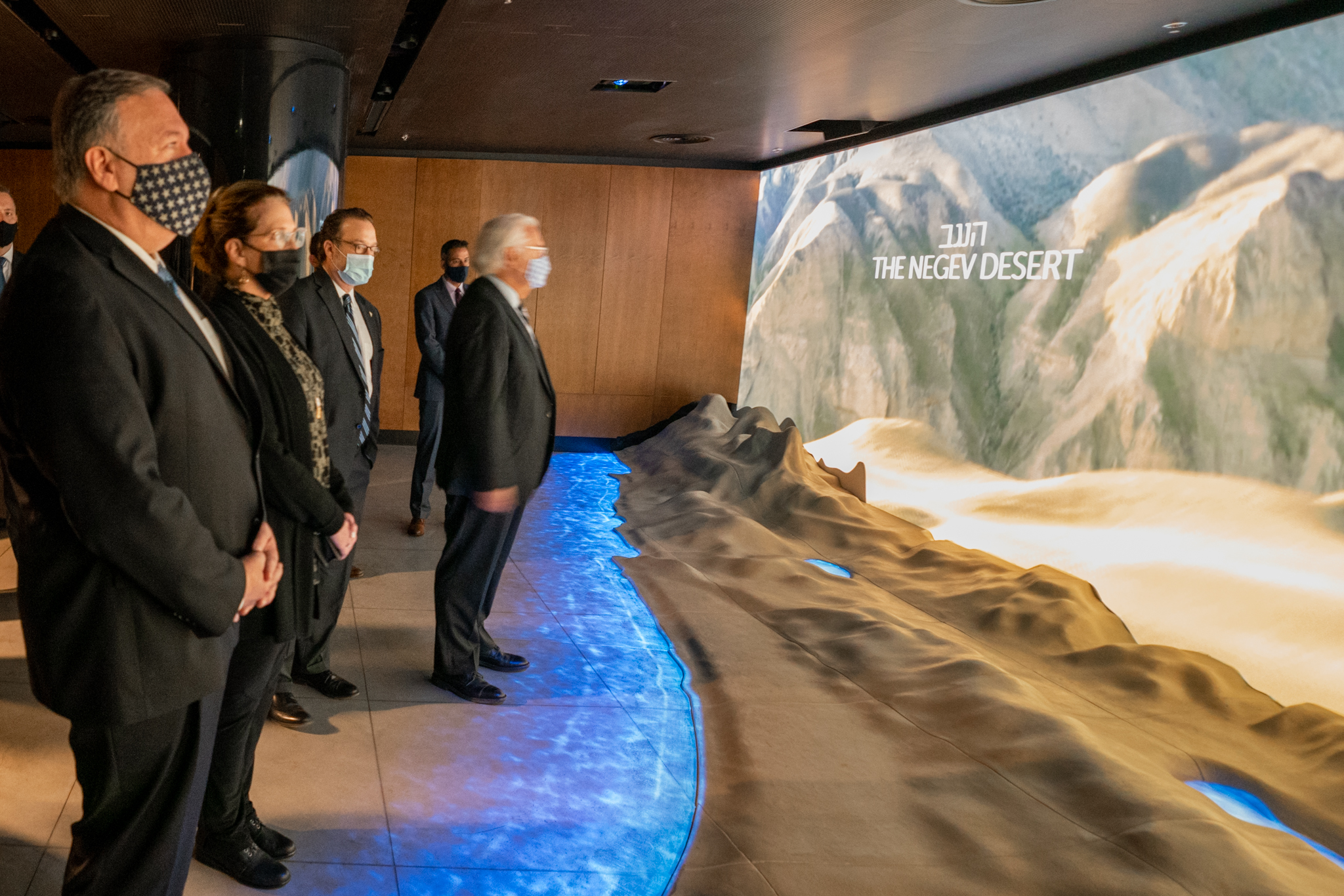
El Secretario de Estado Mike Pompeo en su visita al museo en noviembre de 2020

Una lista completa de los Amigos de Sion y su historia, que cubre un período de varios siglos –con énfasis en la historia reciente–, está disponible en la web del museo.

### Premio Amigos de Sion
El museo otorga cada año el Premio Amigos de Sion a quienes han apoyado recientemente al pueblo judío y al Estado de Israel. Los primeros en recibir el premio fueron el expresidente de Estados Unidos George W. Bush, el príncipe de Mónaco Alberto II, el expresidente de Bulgaria Rosen Plevneliev y el expresidente de Estados Unidos Donald Trump.
En 2020, a raíz de la normalización de las relaciones entre Israel y varios países árabes, recibieron el premio conjuntamente el rey de Baréin Hamad bin Isa Al Jalifa, el rey de Marruecos Mohammed VI, el primer ministro emiratí Mohammed bin Rashid Al Maktoum, el príncipe heredero saudí Mohammed bin Salman y el sultán de Omán Haitham bin Tariq.
Junto a ellos, fueron premiados ese mismo año el presidente serbio Aleksandar Vučić, el presidente rumano Klaus Iohannis, el presidente paraguayo Mario Abdo, el presidente checo Miloš Zeman, el presidente de Uganda Yoweri Museveni y el presidente de Malaui Lazarus Chakwera.